# Deutsche Schwimmmeisterschaften 1978
Die 90. Deutschen Meisterschaften im Schwimmen fanden 1978 im Olympia-Schwimmstadion in West-Berlin statt.
| Disziplin           | Männer               | Männer | Männer | Frauen            | Frauen   | Frauen |
| Disziplin           | Name                 | Verein | Zeit   | Name              | Verein   | Zeit   |
| ------------------- | -------------------- | ------ | ------ | ----------------- | -------- | ------ |
| 100 m Freistil      | Klaus Steinbach      |        |        | Petra Jensurski   |          |        |
| 200 m Freistil      | Andreas Schmidt      |        |        | Petra Jensurski   |          |        |
| 400 m Freistil      | Frank Wennmann       |        |        | Karin Averdunk    |          |        |
| 1500 m Freistil     | Gerald Schlupp       |        |        |                   |          |        |
| 100 m Brust         | Walter Kusch         |        |        | Angelika Knipping |          |        |
| 200 m Brust         | Walter Kusch         |        |        | Dagmar Rehak      |          |        |
| 100 m Rücken        | Klaus Steinbach      |        |        | Ute Neubert       |          |        |
| 200 m Rücken        | Reinhold Becker      |        |        | Heike John        |          |        |
| 100 m Schmetterling | Klaus Steinbach      |        |        | Karin Seick       | SG Wiste |        |
| 200 m Schmetterling | Michael Kraus        |        |        | Barbara Gellrich  |          |        |
| 200 m Lagen         | Reinhold Becker      |        |        | Heike John        |          |        |
| 400 m Lagen         | Hans-Joachim Geisler |        |        | Barbara Selter    |          |        |